# Clã Kobayakawa
O clã Kobayakawa (小早川氏, Kobayakawa-shi) foi um clã samurai do Período Sengoku, cujas posses se localizavam em Kyūshū. Membros da família Kobayakawa serviram ao clã Mōri e a Toyotomi Hideyoshi. Aliados próximos do clã Kikkawa, os Kobayakawa lutaram ao lado dos clãs Kikkawa, Mōri, Toyotomi e Ōtomo contra os Shimazu pelo controle de Kyūshū no final do século XVI; receberam a província de Chikuzen como feudo pela derrota dos Shimazu, mas o clã acabaria poucas décadas depois quando Kobayakawa Hideaki morreu sem sucessores.

## Membros notáveis
- Kobayakawa Takakage (1532-1596)
- Kobayakawa Hideaki (1577-1602)